# Voznessénovka (Calmúquia)
|  | Per a altres significats, vegeu «Voznessénovka». |

Voznessénovka (en rus: Вознесеновка) és un poble de Calmúquia, a Rússia, segons el cens del 2012 tenia 2.371 habitants. Pertany al districte municipal de Tróitskoie.